# Lyrcus catalpae
Lyrcus catalpae is een vliesvleugelig insect uit de familie Pteromalidae. De wetenschappelijke naam is voor het eerst geldig gepubliceerd in 1908 door Crawford.